# Gouchaupre
Gouchaupre település Franciaországban, Seine-Maritime megyében. Lakosainak száma 195 fő (2018. január 1.). Gouchaupre Bailly-en-Rivière, Envermeu, Greny, Intraville, Saint-Ouen-sous-Bailly és Saint-Quentin-au-Bosc községekkel határos.

## Népesség
A település népességének változása:
| Lakosok száma | 139  | 122  | 129  | 150  | 157  | 164  | 197  | 211  | 194  | 195  |
|               | 1962 | 1968 | 1975 | 1982 | 1990 | 2008 | 2013 | 2015 | 2017 | 2018 |